# عصام جلالي
عصام جلالي (بالفرنسية: Issam Jellali)‏ مواليد 22 مارس 1981 هو لاعب سابق في رابطة محترفي التنس وكأس ديفيز، وهو المدرب الحالي للاعبة التنس التونسية أنس جابر.

## سجله الإحترافي

### الزوجي
| نتيجة | فوز–خسارة | التاريخ     | المسابقة             | النوع  | نوع الأرضية | الشريك       | الخصم                       | النتيجة       |
| ----- | --------- | ----------- | -------------------- | ------ | ----------- | ------------ | --------------------------- | ------------- |
| فوز   | 3–0       | فبراير 2004 | France F3, Bressuire | 10.000 | صلبة        | مالك الجزيري | إريك بوتوراك بيتار بوبوفيتش | 6–1, 7–6(7–5) |

## روابط خارجية
عصام جلالي على موقع رابطة محترفي التنس (الإنجليزية)
- عصام جلالي على موقع الاتحاد الدولي لكرة المضرب (الإنجليزية)
- عصام جلالي على موقع خلاصة التنس.كوم (الإنجليزية)